# Christianne Stotijn
Christianne Stotijn (Delft, 1977) è un mezzosoprano olandese.
Ha iniziato la sua formazione musicale come violinista e ha studiato violino e canto al Conservatorio di Amsterdam. Nel 2003 ha completato la sua formazione al conservatorio di Metz con il più alto riconoscimento per il canto recital e opera. Stotijn nel 2008 vinse il Premio Olandese di Musica, il più alto riconoscimento che venga assegnato da parte del Ministero della Pubblica Istruzione, per un musicista che lavora nella campo della musica classica.
Anche suo fratello Rick Stotijn nel 2013, vinse il premio olandese di Musica.